# Municipio de Bement
El municipio de Bement (en inglés: Bement Township) es un municipio ubicado en el condado de Piatt en el estado estadounidense de Illinois. En el año 2010 tenía una población de 1893 habitantes y una densidad poblacional de 15,13 personas por km².

## Geografía
El municipio de Bement se encuentra ubicado en las coordenadas 39°55′36″N 88°31′59″O / 39.92667, -88.53306. Según la Oficina del Censo de los Estados Unidos, el municipio tiene una superficie total de 125.15 km², de la cual 125.14 km² corresponden a tierra firme y (0.01%) 0.01 km² es agua.

## Demografía
Según el censo de 2010, había 1893 personas residiendo en el municipio de Bement. La densidad de población era de 15,13 hab./km². De los 1893 habitantes, el municipio de Bement estaba compuesto por el 97.73% blancos, el 0.42% eran afroamericanos, el 0.11% eran amerindios, el 0.16% eran asiáticos, el 0.21% eran isleños del Pacífico, el 0.21% eran de otras razas y el 1.16% pertenecían a dos o más razas. Del total de la población el 1.37% eran hispanos o latinos de cualquier raza.